# Lénárd Sándor

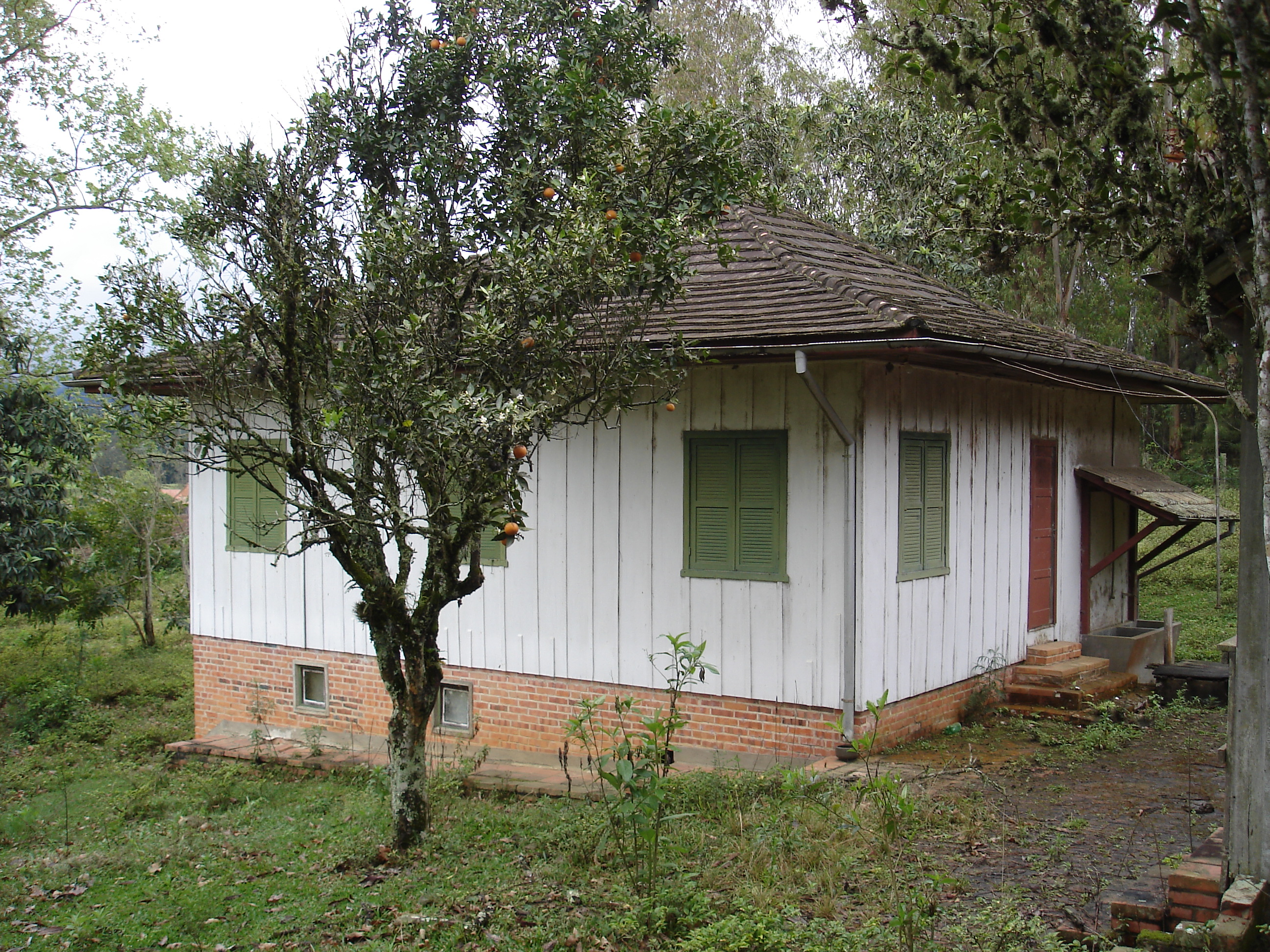
A háza Dona Emmában, Brazília, 2009

Lénárd Sándor (Lénard Sándor, Alexander Lenard, Budapest, Erzsébetváros, 1910. március 9. – Dona Emma, Brazília, 1972. április 13.) poliglott, német, latin, magyar, olasz és angol nyelven publikáló magyar orvos, művelődéstörténész, költő, író, műfordító, klasszika-filológus, gasztrotörténész.

## Életpályája

### Család, gyermekkor
Apja Lénard Jenő (1878–1924) zsidó származású orientalista, filozófus; 1909-ben tért ki evangélikus vallásra, és ekkor magyarosította nevét. 1913-as Buddhó című, a buddhista tanokkal foglalkozó munkája a buddhizmus első teljes magyar filozófiai és történeti szintézise, melynek révén 1914-ben a Budapesti Tudományegyetemen filozófiai doktorátust szerzett.
Édesanyja Hoffmann Ilona (1888–1938); apai nagybátyja Lénárd Róbert (1879–1936) budapesti grafikus, rézkarcoló. Húga Johanna (Hansi, 1913–1961); 1921-ben született Károly nevű öccse 1944-ben fehér karszalagos (kikeresztelkedett, pontosabban már kereszténynek született) munkaszolgálatosként halt meg.
Odahaza jórészt németül beszéltek, de édesanyjától, illetve a vidéki nyaralások (az Adony melletti Harmatospusztán) során magyarul is jól megtanult. 1915-ben magántanulóként kezdett, váltogatta iskoláit.
A polgári jólétnek, megrázkódtatásoktól mentesen telt gyermekkornak az első világháború vetett véget. Apja négy éven át tartalékos tisztként szolgált; 1918 őszén expedíciót vezetett Kis-Ázsiába. A háború utáni zűrzavaros években szállítmányozási vállalatoknál alkalmazták nyelvtudása okán (tíz nyelvet beszélt folyékonyan).
1920-ban szüleivel Ausztriába költöztek; itt először Bécsben folytatta tanulmányait, majd Klosterneuburgban (Duna-parti település, Bécs egyik elővárosa); ott is érettségizett 1928-ban.

### Tanulmányok, Bécs, Róma, világháború
1928-ban beiratkozott a Bécsi Egyetem orvosi karára. Szorgalmasan tanult 14 szemeszteren át, szigorló orvosként gyakorlatokat is tartott, ám diplomáját nem biztos, hogy megkapta. 1936-ban feleségül vette Gerda Costét, még abban az évben megszületett Bécsben a fiuk, Hans-Gerd Lenard (1936–2015). Az Anschluss után, családját hátrahagyva, magyar állampolgárként 1938-ban Olaszországba emigrált (zsidó származású lévén veszélyt jelentett volna szeretteire). A fővárosban eleinte nyelvtudás nélkül, alkalmi munkákból tengődött, idővel azonban kiválóan elsajátította az olasz római dialektusát.
Évtizednyi nyomorgás során gyakran a könyvtárakban lelt menedékre, s vigaszra a klasszika-filológiában; időközben orvostörténettel is foglalkozott, cikkeket publikált. A második világháború alatt kapcsolatba került az antifasiszta ellenállással (angol katonatiszteket bújtattak); Rómában érte meg a háború végét. 1942-ben ismerte meg második feleségét, Andrietta Lenardot (Andrietta Arborio di Gattinara, nemesi család sarja, 1920–2011), akinek tőle 1946-ban született meg fia, Giovanni Sebastiano.

### A háború után
Közvetlenül a háború után az amerikai hadseregnek dolgozott: orvos, tolmács, Nápolyban amerikai katonák exhumált holttestének azonosításában vett részt antropológusként.
Rómába visszatérve különböző alkalmi munkákat vállalt, hivatásszerűen tolmácsolt (francia–angol–német–olasz nyelvű kongresszusi tolmácsolás), dolgozott az IRO-nak (International Rescue Organization, Nemzetközi Menekültügyi Bizottság). Összebarátkozott a Római Magyar Akadémia igazgatójával, Kardos Tiborral, s az intézmény orvosa lett. Itt ismerkedett össze a magyar szellemi élet kiválóságaival: Weöres Sándor és Károlyi Amy, Kerényi Károly, Karinthy Ferenc, Szabolcsi Bence, Nemes Nagy Ágnes, Lengyel Balázs, Déry Tibor (többükkel utóbb éveken át levelezett is).
1947-ben olasz nyelven orvosi, orvostörténeti szakkönyvei jelentek meg, illetve szülészeti és a szexuális életről szóló felvilágosító kiadványokat is fordított olaszra. Az Olaszországban eltöltött 13 évét utóbb Római történetek című könyvében írta meg.

### Brazília
Első feleségétől csak a háború után tudott hivatalosan elválni, majd 1950-ben összeházasodott Andriettával. 1952-ben kivándorolt családjával Brazíliába. Eleinte egy ólombányában felcserkedett; 1953–1956 között São Paulóban volt segédorvos.
Szabadidejében orgonán játszott, s 1956-ban a São Pauló-i televízió Bach-versenyén nyert összegből vett egy csöppnyi gazdaságot a távoli Dona Emma (Dél-Brazília, Santa Catarina szövetségi állam) völgyében, melynek szépségeiről és egészséges klímájáról a bányászoktól értesült. Itt építtette föl később a fák lombjai közé rejtett „láthatatlan házat”, amely egyik művének is ihletője (Egy nap a láthatatlan házban). Eleinte patikusként és alkalmi orvosként gyógyította az őslakos indiánokat (botokudok), valamint a bevándorlókat (németek, olaszok).
1956-ban kapta első agyvérzését; 1960-ban eladta a patikát, és visszavonult házába. Sokat publikált; brazíliai élményeit, életét összegző műve magyarul Völgy a világ végén címmel jelent meg. Rengeteget levelezett a világ legkülönbözőbb részein élő szellemi társaival. A maroknyi megkésett humanista egyik játéka volt az angolra visszafordított Alice Csodaországban. A világban elszórt sajátos társaság életre hívója Warren Weaver angol matematikus mondta róla:
ő keresett fel levelével, mint azt, aki egy gyerekkönyvet fordított latinra, vagyis mint tréfához értő férfiút. (…) Egy fél százada játszik egy gyerekkönyvvel, Lewis Carroll Alice Csodaországban c. művével, amelynek – és egyúttal szerzőjének – legkitűnőbb ismerője. (…)
Alice-t negyven nyelvre fordították, kínaitól izlandiig, hébertől latinig, indiai dialektusokra, szuahélire és walesire. (…) A kisleányok gyenge matematikusa mestere volt a halandzsának, a mellébeszélésnek, a paródiának, rozmárja és ácsa káposztáról és királyokról elmélkednek a balladák ritmusában… Weaver arra volt kíváncsi, hogy hat mindez dánról, thailandiról s az egyéb nyelvekről visszafordítva angolra. E célból (…) egy jeles társaságot állított össze. A gittegylet célja: Alice-t visszafordítani angolra. Játékszabály: fordítás közben tilos az eredetibe nézni. (…)
Büszke és hálás vagyok, hogy kiváló barátom besorozott tizennegyediknek: a magyar fordítás visszafordítására. (A japánt egy külön tudós társaság fordította.) Van a visszafordítók közt Nobel-díjas természettudós, miniszterelnök-helyettes és antropológus… rangomat talán annak köszönhetem, hogy Weaver, mint matematikus, tudta, hogy a tizenhárom peches szám. Törhettem a fejem, hogy fordítsam vissza azt, hogy: „A testvérek a szirup kútjában voltak. – De ettől biztosan megbetegedtek! – Persze! Ezért mondtam: kutyábban voltak!”
A sok nyelv csodaországában csak azt sajnálom, hogy nyelvtudásom olyan csekély. Ha legalább az orosz Alice-t olvashatnám!

### Halála, hagyatéka, Lénárd Sándor-díj
Élete utolsó éveiben, az orvosi hivatást odahagyva leginkább kertészkedéssel foglalkozott, elmerült Bach orgonamuzsikájában. Birtoka szó szerint a világ végén található – Dona Emma település központjától több kilométernyire, az őserdő szélén.
1972-ben hunyt el 62 éves korában, szívroham következtében. Kérésére birtokán, az általa ültetett fák alatt helyezték örök nyugalomra. 2011-ben elhunyt feleségét mellé temették. Hagyatéka a Petőfi Irodalmi Múzeumban található.
Az író özvegye 1973-ban felajánlást tett: ötvenezer forintot adományozott a Magyar Tudományos Akadémiának, Lénárd Sándor-díj alapítása céljából. A pénz kezelése az Ókortudományi Társasághoz került. 1976 óta az Augustus-kor utáni római irodalom ápolását, tudományos monográfiák írását jutalmazó elismerést 40 évnél fiatalabb kutatók kaphatják.

## Munkássága
Tucatnyi nyelven tudott, verset németül írt, prózát olaszul, németül, angolul és magyarul (legjelentősebb műveit saját maga fordította, vagy inkább írta újra). Levelezett a világ különböző részein élő, hozzá hasonló újhumanistákkal. Írt verseket, tanulmányokat, regényeket, szakácskönyvet és gasztrotörténeti cikksorozatot; számos művét maga illusztrálta. Egyik hobbija a főzés volt: az emlékezők szerint kiválóan értett hozzá (a Brazíliában nem őshonos alapanyagok kalandos beszerzéséről külön megemlékezik). Németül írta meg magyarul is olvasható A római konyha című művét, mely több mint egyszerű szakácskönyv; nagyesszé, kultúr- és gasztrotörténet.
Példa gasztrotörténeti munkásságából: „egy remek latin nyelvű értekezés, amit halálos komolyan írt egy olyan figyelemreméltó tárgyról, mint a milánói rántottszelet eredete.”
A klasszika-filológia terén szerzett eredményei nyomán 1968-ban a dél-karolinai Charleston College-ba hívták meg latin és ógörög szemináriumot tartani. Távollétében egy szenzációhajhász újságíró világgá röpítette a kacsát: Lénárd valójában dr. Mengele, a hírhedt náci orvos (a „bizonyítékok”: visszavonult, idősebb német, a dél-amerikai dzsungelben rejtőzve doktorkodik, a háború alatt Európában élt…).
1967-től Magyarországon is olvashatók művei (Szerb Antalné Bálint Klára közbenjárására, aki a sok levelezés nyomán meglátogatta az USA-béli Charlestonban). Ő a második nyugati emigráns szerző a Kádár-korszakban, akinek könyve jelenhetett meg idehaza.
Lénárd ahhoz a szakbarbárosult korunkban már-már kihaló állatfajtához tartozott, melyet polihisztornak, egyetemes tudásúnak neveztek… Én köznapibban csak úgy mondanám: humanista. Mégpedig e meghatározás kettős vonatkozásában, tehát a klasszikus kultúra, hagyományok őrzője, a humaniórák, azaz a nyelvek, filozófia, történelem és hasonló diszciplínák kedvelője, ápolója, művészetek gyakorlója, s annyiban is, hogy felvilágosult, emberbarát, türelmes, figyelmes, megértő, mások gondjait átérző, segítőkész, nyitott és befogadó. Ennek megfelelően bámulatosan sokoldalú, orvosi hivatása, praxisa mellett kitűnően zongorázott, még orgonázni is eljárt a szomszédos templomokba, profi szinten otthonos a zeneelméletben, azonkívül tíz-tizenkét nyelven beszélt, olvasott, írt és fordított oda-vissza, könyveit saját tusrajzaival illusztrálta… Eszményképe, gyanítom, Albert Schweitzer lehetett, az orvoslástól az orgonálásig. (Karinthy Ferenc)

### Latin műfordítóként,Micimackó
Lefordította latinra a Max és Móricot (Wilhelm Busch egykor népszerű gyerekkönyve), Sagan Jó reggelt, búbánat! című regényét, valamint a Micimackót (1958), ami világhírűvé tette. A világ legtöbb országában eme művét latin nyelvkönyvként is használják.
Remekül értette az angolszász humort, és úgy fordította le, hogy filológiai alapossággal és kedélyes elmével egy egészen eredeti, de azért az antik derű leghitelesebb példáiban gyökeredző, vidám és saugrenu (fura) latin nyelvet teremtett hozzá. (…) A klasszikusokon kívül a hanyatlás korának szerzőiből, azok színes, dévaj, zamatos nyelvéből is határozottan merített. Bátran él szójátékkal, rímmel, alliterációval, ritka szavakkal, nyelvi újdonságokkal. (Rónai Pál)
Először 1963-ban németül megjelent brazíliai önéletírásának angol címe: The valley of the Latin Bear (A latin mackó völgye), 1965-ös kiadásához a világhírű angol író, Robert Graves írt előszót.
Ízelítő a latin Micimackóból: Winnie ille Pu.
| Hétfőn, mikor a hőség rekkenő, eszembe ötlik egy bökkenő: hogy kicsoda a micsoda, s hogy mikor és hova az akkor és oda. | Dies ille, dies Lunae Semper venit opportune Rogo vos et quaero id Quid est quod et quod est quid? | On Monday, when the sun is hot I wonder to myself a lot: Now is it true or is it not, That what is which and which is what? |
| Karinthy Frigyes | Lénárd Sándor                                                                                      | A. A. Milne |

Csodálatra méltóan haszontalan dolgokra vállalkoztak ezek a különc lelkek, akik a vágyaikban élő humanista világ apró kellékeibe kapaszkodva próbálták szilárdan tartani magukat rezervátumaikban. (Kardos G. György)

## Emlékezete

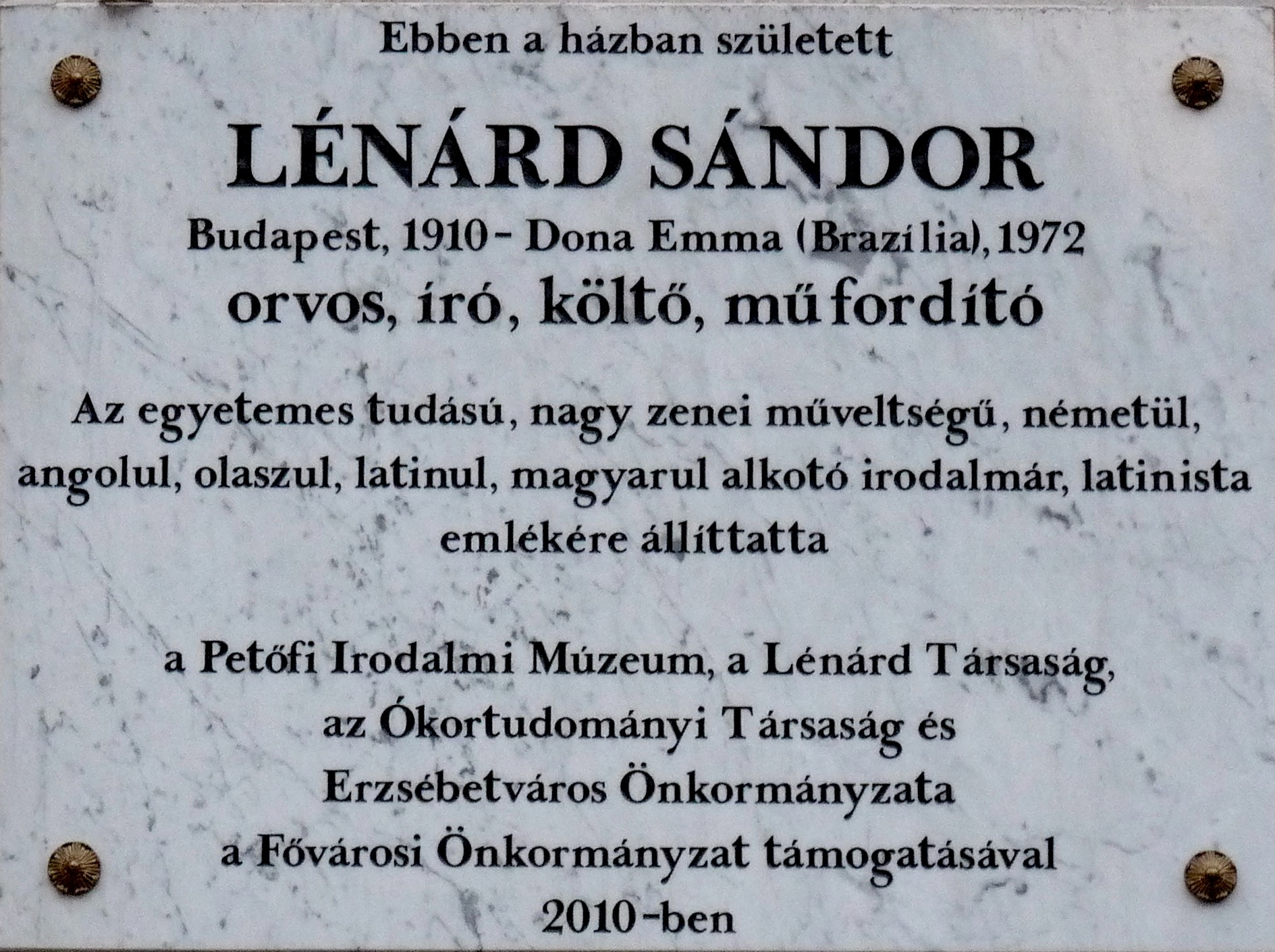

- Az egyetlen fönnmaradt hanganyag Lénárd Sándortól – németül olvassa föl elbeszélését
- Amerigo Tot, a világhírű művész mintázta meg szobrát (1940)[14] – hálából, amiért orvosként megmentette kezét az amputálástól
- Második feleségével közös sírja Brazíliában, egykori birtokán, az általa ültetett fenyők árnyékában található
- A Magyar Ókortudományi Társaság 1976 óta osztja ki a római irodalomtörténeti munkásságot elismerő Lénárd Sándor-díjat[15]
- 2001-ben Gálffi László rendezésében dokumentumfilm készült A láthatatlan ház címmel[16]
- Gálffi László színművész 2003-ban megvédett[17] doktori értekezése Archiválva 2019. augusztus 19-i dátummal a Wayback Machine-ben (Színház- és Filmművészeti Egyetem, DLA), Szerep: Lénárd Sándor címmel
- Elkészül Lynne Sachs amerikai kísérleti filmes rendezőnő 37 perces alkotása: The Last Happy Day, amelyet Lénárd emigráns-sorsa, levelezése William Goodmann-nal és amerikai katonákról szóló háborús témájú elbeszélései ihlettek[18] (idehaza 2010-ben vetítette le az MTV Az utolsó boldog nap címmel)
- Szülőházán (VII. kerület, Erzsébet körút 23.) születésének 100. évfordulóján, 2010. március 9-én emléktáblát avattak[19]
- 2010. március 9-én a PIM-ben Lénárd-emléknapot tartottak alkalmi kiállítás, kerekasztal-beszélgetés, filmvetítés keretében, az író leszármazottai, rokonsága részvételével[20]
- 2014-ben Spiró György Lénárdról írott Helló, dr. Mengele! című darabja 2015-ben az évad legjobb magyar drámájának járó díjat nyerte el[21]
- 2016-ban megjelenik Lénárt-Cheng Helga és Vajdovics Zsuzsa közösen írott monográfiája, az életmű legteljesebb összefoglalója: Lénárd Sándor. Világok vándora; L’Harmattan, Bp., 2016[22]
- Soltész Béla 2016-ban járt a brazil helyszínen, beszámolója Magyarok Brazíliában 3. Lénárd Sándor címmel olvasható, számos fotóval a Dona Emma-beli emlékházról és környékéről

## Művei

### Magyarul
- Lenárd Alexander: Völgy a világ végén; Magvető, Bp., 1967
- Lénárd Sándor A.: Egy nap a láthatatlan házban; ill. a szerző; Magvető, Bp., 1969
- A. Lénárd Sándor: Római történetek; Magvető, Bp., 1969
- Lénárd Sándor: Völgy a világ végén s más történetek; vál., sajtó alá rend. Szerb Antalné, bev. Kardos G. György; Magvető, Bp., 1973
- Lénard Sándor: A római konyha; németből ford. Tandori Dezső, Tandori Ágnes; Magvető, Bp., 1986
- Egy magyar idegenvezető Bábel tornyában. Lénárd Sándor írásai nyelvekről; szerk. Siklós Péter, Terts István, német ford., jegyz. Terts István; Typotex, Bp., 2003
- Családtörténeteim. Levelek fiaimhoz. Lénárd Sándor hagyatékából; ford. Siklós Péter, Vajdovics Zsuzsanna; Typotex, Bp., 2010 ISBN 978-963-279-102-9

### Németül
- Ex Ponto... (Róma, 1947) versek
- Orgelbüchlein (Róma, 1949) versek, Amerigo Tot 10 linómetszetével
- Andrietta (Róma, 1949) versek
- Asche (Róma, 1949) versek
- Die Leute sagen (Róma, 1950) versek
- Zwischen den Geistern und den Utopien (Róma, 1951)
- Alexander Lénard: Ex Ponto. Gedichte; Bad Bocklet–Krieg, Bécs–Zürich, 1954
- Alexander Lenard: Am Ende der Via Condotti. Aus einem kommenden (Római történetek); Deutsche, Stuttgart, 1963
- Die Römische Küche (Stuttgart, 1963), szakácskönyv (A római konyha, 1986)
- Die Kuh auf dem Bast (Stuttgart, 1963), a szerző tusrajzaival (Völgy a világ végén, 1967)
- Sieben Tage Babylonisch (Stuttgart, 1964), nyelvészeti tanulmányok
- Alexander Lenard: Ein Tag im unsichtbaren Haus (Egy nap a láthatatlan házban); Deutsche Verlags-Anstalt, Stuttgart, 1970
- Gedichte und Übersetzungen (Blumenau, 1970)
- Am Ende der Via Condotti (Római történetek), 2017

### Angolul
- Alexander Lénárd: The valley of the Latin Bear. Sketches (Völgy a világ végén); előszó Robert Graves; Dutton, New York, 1965
- Alexander Lénárd: The fine art of Roman cooking (Die römische Küche – A római konyha); angolra ford. Elisabeth Abbott; Dutton, New York, 1966
- Alexander Lenard: Stories of Rome (Római történetek); ford. Baczoni Márk; Corvina, Bp., 2013

### Olaszul
- Sándor Lénárd: De officio medici. Contributo alla storia dell'etica medica; Tip. della Bussola, Róma, 1947 (Biblioteca dell'Accademia d'Ungheria in Roma Nuova serie)
- Sándor Lénárd: Roma 1938–1943. Dialoghi clandestini del tempo di guerra (Római történetek); ford. Zalán Magda, Vajdovics Zsuzsa; Ciolfi, Cassino, 2008

### Hollandul
- Alexander Lénárd: Beschaving vaarwel! (Viszlát, civilizáció! – Die Kuh auf dem Bast; Völgy a világ végén); hollandra ford. M. Zwiers; Het Spectrum, Utrecht–Antwerpen, 1965 (Prisma-boeken)

## Műfordításai

### Latinra
- A. A. Milnei Winnie ille Pu. Liber celeberrimus omnibus fere liberis notus nunc primum de anglico sermone in latinum conversus auctore Alexandro Lenardo (New York, 1958–1960) (A. A. Milne Micimackója latinul, ford.: Alexander Lenard)
- Francisca Sagana: Tristitia salve. Fabula amatoria; franciából ford. Alexander Lenardus; Habitat, São Paulo, 1963 (Francoise Sagan Bonjour tristesse / Jó reggelt, búbánat! c. regénye latinul)
- Maxus atque Mauritius (Wilhelm Busch: Max und Moritz meséje latinul, ford. Alexandro Lenardo, in: Vita Latina [Avignon], 1962/jan.)
- A. A. Milnei Winnie ille Pu. In Latinum conversus auct. Alexandro Lenardo (Micimackó); Balassi, Bp., 1996
- Willelmus Busch: Maximi et Mauritii. Malefacta (Max und Moritz); Shark Print, Kaposvár, 2000

### Olaszra
- Molnár Ferenc: Viaggio in autunno. Romanzo (Őszi utazás); ford. Alessandro Lenárd; Casa Ed. Mediterranea, Roma, 1946 (I coralli)

### Németre
- Szerb Antal: Marie Antoinette, oder Die unbeglichene Schuld (A királyné nyaklánca); Govert, Stuttgart, 1966
- Kardos G. György: Die sieben Tage des Abraham Bogatir. Roman (Avraham Bogatir hét napja); Deutsche, Stuttgart, 1970